# Episodi de La mia piccola Margie (terza stagione)
La terza stagione della serie televisiva La mia piccola Margie è andata in onda negli Stati Uniti dal 2 settembre 1953 al 26 maggio 1954 sulla NBC.
| nº | Titolo originale            | Prima TV USA      | Titolo italiano | Prima TV Italia |
| -- | --------------------------- | ----------------- | --------------- | --------------- |
| 1  | A Present for Dad           | 2 settembre 1953  |                 |                 |
| 2  | Campus Homecoming           | 9 settembre 1953  |                 |                 |
| 3  | A Day at the Beach          | 16 settembre 1953 |                 |                 |
| 4  | My Little Bookie            | 23 settembre 1953 |                 |                 |
| 5  | Go North, Young Girl        | 30 settembre 1953 |                 |                 |
| 6  | Margie, the Writer          | 7 ottobre 1953    |                 |                 |
| 7  | My Little Clementine        | 14 ottobre 1953   |                 |                 |
| 8  | That's the Spirit           | 21 ottobre 1953   |                 |                 |
| 9  | Margie's Phantom Lover      | 28 ottobre 1953   |                 |                 |
| 10 | Margie's Baby               | 4 novembre 1953   |                 |                 |
| 11 | A Slight Misunderstanding   | 11 novembre 1953  |                 |                 |
| 12 | Vern's Secret Fishing Place | 18 novembre 1953  |                 |                 |
| 13 | Comedy of Terrors           | 25 novembre 1953  |                 |                 |
| 14 | What's Cooking?             | 2 dicembre 1953   |                 |                 |
| 15 | Vern's Two Daughters        | 9 dicembre 1953   |                 |                 |
| 16 | Chubby Little Margie        | 16 dicembre 1953  |                 |                 |
| 17 | Margie's Millionth Member   | 23 dicembre 1953  |                 |                 |
| 18 | Meet Mr. Murphy             | 30 dicembre 1953  |                 |                 |
| 19 | Vern Gets the Bird          | 6 gennaio 1954    |                 |                 |
| 20 | Vern Retires                | 13 gennaio 1954   |                 |                 |
| 21 | Health Farm                 | 20 gennaio 1954   |                 |                 |
| 22 | Day and Night               | 27 gennaio 1954   |                 |                 |
| 23 | Mexican Standoff            | 3 febbraio 1954   |                 |                 |
| 24 | Margie's Manproof Lipstick  | 10 febbraio 1954  |                 |                 |
| 25 | Margie Babysits             | 17 febbraio 1954  |                 |                 |
| 26 | Case of the Helping Hand    | 24 febbraio 1954  |                 |                 |
| 27 | Sleepwalking                | 3 marzo 1954      |                 |                 |
| 28 | A Proposal for Papa         | 10 marzo 1954     |                 |                 |
| 29 | Vern's Son                  | 17 marzo 1954     |                 |                 |
| 30 | Daughter-At-Law             | 24 marzo 1954     |                 |                 |
| 31 | The New Freddie             | 31 marzo 1954     |                 |                 |
| 32 | Tugboat Margie              | 7 aprile 1954     |                 |                 |
| 33 | En Garde                    | 14 aprile 1954    |                 |                 |
| 34 | Honeyboy Honeywell          | 21 aprile 1954    |                 |                 |
| 35 | Careless Margie             | 28 aprile 1954    |                 |                 |
| 36 | Vern on the Lam             | 5 maggio 1954     |                 |                 |
| 37 | Margie and the Shah         | 12 maggio 1954    |                 |                 |
| 38 | Margie and the Bagpipes     | 19 maggio 1954    |                 |                 |
| 39 | Dutch Treat                 | 26 maggio 1954    |                 |                 |

## A Present for Dad
- Diretto da:
- Scritto da:

### Trama
- Interpreti: Gale Storm (Margie Albright), Charles Farrell (Vern Albright), Willie Best (ascensore Boy), Eugene Borden, Don Hayden (Freddie Wilson), Gertrude Hoffman (Mrs. Odetts), Clarence Kolb (Mr Honeywell), John Mylong

## Campus Homecoming
- Diretto da:
- Scritto da:

### Trama
- Interpreti: Gale Storm (Margie Albright), Charles Farrell (Vern Albright)

## A Day at the Beach
- Diretto da:
- Scritto da:

### Trama
- Interpreti: Gale Storm (Margie Albright), Charles Farrell (Vern Albright)

## My Little Bookie
- Diretto da:
- Scritto da:

### Trama
- Interpreti: Gale Storm (Margie Albright), Charles Farrell (Vern Albright)

## Go North, Young Girl
- Diretto da:
- Scritto da:

### Trama
- Interpreti: Gale Storm (Margie Albright), Charles Farrell (Vern Albright)

## Margie, the Writer
- Diretto da:
- Scritto da:

### Trama
- Interpreti: Gale Storm (Margie Albright), Charles Farrell (Vern Albright)

## My Little Clementine
- Diretto da:
- Scritto da:

### Trama
- Interpreti: Gale Storm (Margie Albright), Charles Farrell (Vern Albright), James Brown, Gertrude Hoffman (Mrs. Odetts), Clarence Kolb (George Honeywell)

## That's the Spirit
- Diretto da:
- Scritto da:

### Trama
- Interpreti: Gale Storm (Margie Albright), Charles Farrell (Vern Albright)

## Margie's Phantom Lover
- Diretto da:
- Scritto da:

### Trama
- Interpreti: Gale Storm (Margie Albright), Charles Farrell (Vern Albright), Clarence Kolb (George Honeywell), Rip Callahan (Bill Davenport), Russell Hicks (zio DeWitt Davenport), Crystal Reeves (Betty), Willie Best (Charlie)

## Margie's Baby
- Diretto da:
- Scritto da:

### Trama
- Interpreti: Willie Best, Charles Farrell (Vern Albright), Don Hayden (Freddie Wilson), Gertrude Hoffman (Mrs. Odetts), Jil Jarmyn, Clarence Kolb (George Honeywell), Paul Maxey (Mr. Haley), Olan Soule, Gale Storm (Margie Albright)

## A Slight Misunderstanding
- Diretto da:
- Scritto da:

### Trama
- Interpreti: Gale Storm (Margie Albright), Charles Farrell (Vern Albright), Gloria Henry (Norma Calkins)

## Vern's Secret Fishing Place
- Diretto da:
- Scritto da:

### Trama
- Interpreti: Gale Storm (Margie Albright), Charles Farrell (Vern Albright), Ralph Dumke, Dian Fauntelle, Don Hayden (Freddie Wilson), Clarence Kolb (Mr. Honeywell), Charles La Torre

## Comedy of Terrors
- Diretto da:
- Scritto da:

### Trama
- Interpreti: Gale Storm (Margie Albright), Charles Farrell (Vern Albright)

## What's Cooking?
- Diretto da:
- Scritto da:

### Trama
- Interpreti: Gale Storm (Margie Albright), Charles Farrell (Vern Albright), Don Hayden (Freddie Wilson), Clarence Kolb (George Honeywell), Thurston Hall (Mr. Crater), Barbara Morrison (Gertrude), Dian Fauntelle (Betty)

## Vern's Two Daughters
- Diretto da:
- Scritto da:

### Trama
- Interpreti: Claud Allister (Mr. Winston), Willie Best, Hillary Brooke (Roberta Townsend), Charles Farrell (Vern Albright), Craig Hill (Chase Morgan, Jr.), Gertrude Hoffman (Mrs. Odetts), Clarence Kolb (George Honeywell), Gale Storm (Margie Albright)

## Chubby Little Margie
- Diretto da:
- Scritto da:

### Trama
- Interpreti: Willie Best, Charles Farrell (Vern Albright), Mabel Paige, John Stephenson, Gale Storm (Margie Albright)

## Margie's Millionth Member
- Diretto da:
- Scritto da:

### Trama
- Interpreti: Gale Storm (Margie Albright), Charles Farrell (Vern Albright), Don Hayden (Freddie Wilson), Clarence Kolb (George Honeywell), Ralph Dumke (Calvin Burns), Roger Pace (capitano Stratosphere), Paul Maxey (Bertram Bolton), David Saber (Andy), Bill Sheldon (reporter)

## Meet Mr. Murphy
- Diretto da:
- Scritto da:

### Trama
- Interpreti: Gale Storm (Margie Albright), Charles Farrell (Vern Albright), Richard Garland (Tom Shane), William Forrest (Mr. Branch), Dian Fauntelle (Vern's Secretary), Cindy the Chimp (Mr. Murphy), Willie Best (Charlie), Don Hayden (Freddie Wilson), Clarence Kolb (George Honeywell)

## Vern Gets the Bird
- Diretto da:
- Scritto da:

### Trama
- Interpreti: Willie Best, Bob Carraher, Charles Farrell (Vern Albright), Don Hayden, Gertrude Hoffman (Mrs. Odetts), Clarence Kolb (George Honeywell), Alvy Moore, Gale Storm (Margie Albright)

## Vern Retires
- Diretto da:
- Scritto da:

### Trama
- Interpreti: Gale Storm (Margie Albright), Charles Farrell (Vern Albright)

## Health Farm
- Diretto da:
- Scritto da:

### Trama
- Interpreti: Gale Storm (Margie Albright), Charles Farrell (Vern Albright), Anne Kimbell

## Day and Night
- Diretto da:
- Scritto da:

### Trama
- Interpreti: Gale Storm (Margie Albright), Charles Farrell (Vern Albright), Willie Best (Charlie), Don Hayden (Freddie Wilson), John Hedloe (Telephone Repairman), Clarence Kolb (George Honeywell), Lester Matthews (Mr. Patterson), Mira McKinney (Mrs. Wallington), Bill Sheldon (Telephone Repairman)

## Mexican Standoff
- Diretto da:
- Scritto da:

### Trama
- Interpreti: Charles Farrell (Vern Albright), Nacho Galindo, Gertrude Hoffman (Mrs. Odetts), Eugene Iglesias, Vicente Padula, Manuel París, Gale Storm (Margie Albright)

## Margie's Manproof Lipstick
- Diretto da:
- Scritto da:

### Trama
- Interpreti: Stephen Bekassy, Ralph Dumke, Charles Farrell (Vern Albright), Don Hayden (Freddie Wilson), Gladys Holland, Gale Storm (Margie Albright), Leon Tyler

## Margie Babysits
- Diretto da:
- Scritto da:

### Trama
- Interpreti: Gale Storm (Margie Albright), Charles Farrell (Vern Albright), Clarence Kolb (George Honeywell), James Burke (poliziotto), Stuffy Singer (Sidney Mortenson), Marjorie Bennett (Miss Flannigan / The Old Lady Robber), Frank Jaquet (Mr. Patterson), Kathryn Sheldon (Mrs. Mortenson)

## Case of the Helping Hand
- Diretto da:
- Scritto da:

### Trama
- Interpreti: Gale Storm (Margie Albright), Charles Farrell (Vern Albright), Hillary Brooke (Roberta Townsend), Dian Fauntelle (Betty), Clarence Kolb (George Honeywell), Robert Nichols (Perkins)

## Sleepwalking
- Diretto da:
- Scritto da:

### Trama
- Interpreti: Gale Storm (Margie Albright), Charles Farrell (Vern Albright)

## A Proposal for Papa
- Diretto da:
- Scritto da:

### Trama
- Interpreti: Gale Storm (Margie Albright), Charles Farrell (Vern Albright), Don Hayden (Freddie Wilson), Clarence Kolb (George Honeywell), Lucien Littlefield (J.P. Joyner - Muriel's father), Shirley Mills (Muriel Joyner)

## Vern's Son
- Diretto da:
- Scritto da:

### Trama
- Interpreti: Gale Storm (Margie Albright), Charles Farrell (Vern Albright)

## Daughter-At-Law
- Diretto da:
- Scritto da:

### Trama
- Interpreti: Gale Storm (Margie Albright), Charles Farrell (Vern Albright), Don Hayden (Freddie Wilson), Herbert Heyes, Gil Lamb, Al Nalbandian, Tom Selden

## The New Freddie
- Diretto da:
- Scritto da:

### Trama
- Interpreti: Gale Storm (Margie Albright), Charles Farrell (Vern Albright)

## Tugboat Margie
- Diretto da:
- Scritto da:

### Trama
- Interpreti: Edgar Dearing, Charles Farrell (Vern Albright), Don Hayden (Freddie Wilson), Don Mcart, Edmund Penney, Roy Roberts, Gale Storm (Margie Albright)

## En Garde
- Diretto da:
- Scritto da:

### Trama
- Interpreti: Stephen Bekassy, Hillary Brooke (Roberta Townsend), Bob Carraher, Albert Cavens, Charles Farrell (Vern Albright), Clarence Kolb (George Honeywell), Gale Storm (Margie Albright)

## Honeyboy Honeywell
- Diretto da:
- Scritto da:

### Trama
- Interpreti: Gale Storm (Margie Albright), Charles Farrell (Vern Albright), Clarence Kolb (George Honeywell), Gertrude Hoffman (Mrs. Odetts), John Eldredge (Mr. Kent), Joan Blair (Annette)

## Careless Margie
- Diretto da:
- Scritto da:

### Trama
- Interpreti: Gale Storm (Margie Albright), Charles Farrell (Vern Albright), Hillary Brooke (Roberta Townsend), Gábor Curtiz (Manager), Creighton Hale (Writer), Joel Manton (sportellista della banca), Charles Meredith (Carson)

## Vern on the Lam
- Diretto da:
- Scritto da:

### Trama
- Interpreti: Gale Storm (Margie Albright), Charles Farrell (Vern Albright), Fortunio Bonanova (Luis Alvedo)

## Margie and the Shah
- Diretto da:
- Scritto da:

### Trama
- Interpreti: Gale Storm (Margie Albright), Charles Farrell (Vern Albright), Don Hayden (Freddie Wilson), Clarence Kolb (George Honeywell), Edgar Barrier (Shah of Zena), Donna Martell (Samia), Henry Corden (Ahmed), Ralph Sanford (poliziotto), Mickey Simpson (Bodyguard)

## Margie and the Bagpipes
- Diretto da:
- Scritto da:

### Trama
- Interpreti: Andy Clyde, Tom Dillon, Charles Farrell (Vern Albright), Don Hayden (Freddie Wilson), Clarence Kolb (George Honeywell), Gale Storm (Margie Albright)

## Dutch Treat
- Diretto da:
- Scritto da:

### Trama
- Interpreti: Gale Storm (Margie Albright), Charles Farrell (Vern Albright), Clarence Kolb (George Honeywell), George Meader (Mr. Todd), Elizabeth Slifer (Mrs. Todd), Hugh Sanders (Comm. Roger Bracken), Sheila James Kuehl (Kathy), Phil Bonnell (Bob), Dee Aaker (Peter), Howard Negley (ispettore Brady), Lyle Latell (ufficiale O'Brien)